# Conquista romana de Anglesey
Los romanos invadieron el noroeste de la región de Gales entre los años 60-61 d. C., después de subyugar gran parte del sur de Gran Bretaña. La isla de Anglesey, llamada por los romanos en latín Mona, y en galés Môn, provenente de enisis mona, llegó a convertirse en un foco de resistencia al avance de Roma.
Entre los años 60-61, el gobernador de Britania Cayo Suetonio Paulino dirigió un asalto exitoso en la isla, pero tuvo que abandonarlo para regresar al centro de la actual Inglaterra por una revuelta dirigida por Boudica. Olvidada por un tiempo, la siguiente operación contra Anglesey tuvo lugar en el año 77, bajo el mando de Cneo Julio Agrícola, que condujo a una larga ocupación romana.
Ambas invasiones fueron registradas por el historiador romano Tácito. La primera se describe en su última obra, los Anales, escrita como una historia del imperio romano desde el reinado de Tiberio hasta el de Nerón. La segunda invasión se detalla en la obra Agrícola, que fue escrita para registrar y ensalzar la vida y los logros del suegro de Tácito.
Después de la conquista, la literatura romana no menciona Anglesey. Los arqueólogos han localizado un fuerte fechado poco después de la conquista; más tarde, a mediados del periodo romano, hubo un asentamiento comercial en la orilla del estrecho de Menai. En las últimas décadas de la dominación romana hay instalaciones militares en las costas septentrionales y occidentales, y un poblado de cabañas apiñadas en una colina para su defensa. Sin embargo, no se conocen centros cívicos importantes ni viviendas de prestigio en la isla, y el cambio cultural parece haber sido mucho menor que en la mayoría de las demás partes del Imperio.

## Primera invasión (60 d.C.)
La primera invasión de Anglesey tuvo lugar en torno al año 60 o 61 de nuestra Era, tras el éxito que Cayo Suetonio Paulino había conseguido en otras partes de la provincia, subyugando a las tribus británicas y estableciendo fuertes romanos. Sobre ello, Tácito escribió:

Britania estaba en manos de Suetonio Paulino, quien rivalizaba con Corbulón en conocimiento militar y en el favor popular, y aspiraba a igualar la gloria de la recuperación de Armenia mediante el sometimiento de los enemigos de Roma. Por ello, se preparó para atacar la isla de Mona, que contaba con una poderosa población y era refugio de fugitivos.

Tácito, que más tarde se casó con la hija del joven ayudante de campo de Suetonio Paulino, Gneo Julio Agrícola, pudo conocer de primera mano los relatos de la campaña e incluso los comentarios personales de Suetonio.
La decisión de invadir también puede haber sido motivada por información sobre minas de cobre ubicadas en Anglesey.

### Aproximación y cruce
Tácito también escribió:

[Suetonio] construyó embarcaciones de fondo plano para hacer frente a las aguas poco profundas y las profundidades inciertas del mar. Así cruzó la infantería, mientras que la caballería siguió vadeando, o, donde el agua era profunda, nadando al lado de sus caballos.

En sus textos no indica dónde pudieron ser construidos estos barcos, pudiendo haber tenido los astilleros en Chester, donde algunas monedas preflavianas pueden indicar una base temprana cuyo papel habría estado ligado al movimiento de tropas por mar a lo largo de las costas del norte de Gales.
El terreno pantanoso al oeste de Chester lo convirtió en una base pobre para la penetración por tierra del norte de Gales, y la marcha de Suetonio hacia el estrecho de Menai puede haber utilizado el cruce más antiguo conocido del río Dee, a unos 13 kilómetros al sur de Chester, en Holt. Un ejército que se desplazara a pie a lo largo de la costa norte de Gales habría visto primero Anglesey desde la desembocadura del paso de Sychnant cerca de Abergwyngregyn, donde convergen las tres rutas terrestres.
Luego, las fuerzas romanas tuvieron que cruzar el estrecho de Menai, una estrecha franja de agua que separa la isla de Anglesey del resto del continente galés. La travesía del mar sería corta y relativamente fácil en aguas tranquilas, pero con toda su fuerza las corrientes de marea pueden ser de hasta 7,5 nudos, con mucha turbulencia en las secciones más estrechas y rocosas. El conocimiento local, al menos un período de observación suficientemente largo para predecir las corrientes de las mareas con una precisión razonable, sería necesario para planificar un tránsito seguro.
Se desconocen las ubicaciones del cruce de Menai y las sugerencias modernas son puramente especulativas. William Manning sugirió que un posible sitio está en el extremo norte del estrecho, cerca de la actual ciudad de Bangor, de fácil acceso desde el paso de Sychnant, donde los viajeros en el ferry medieval partieron a través de Lavan Sands para cruzarlo. Lavan Sands durante la marea baja sería un lugar apropiado para encallar y cargar botes de fondo plano, y para reunir caballería lista para nadar. El camino a través de las llanuras de arena es de unos 4,5 km, pero el cruce del mar sería de solo unos 240 metros en el estado más bajo de la marea. Si Suetonio hubiera establecido un campamento un poco más al oeste, al otro lado del río Ogwen en el sitio actual del castillo de Penrhyn, Bangor Flats habría ofrecido un cruce similar de 240 metros, al que se llega por solo unos 1,5 km en llanuras de arena de marea. Los atacantes necesitarían cronometrar su movimiento a través de las planicies de marea con cuidado, para evitar ser atrapados por la marea entrante antes de que los botes estuvieran cargados y las unidades de natación en posición. Ambos lugares requerirían que las tropas romanas desembarcaran en Anglesey para luchar contra las pendientes que se elevan abruptamente casi desde el borde del agua.
La parroquia de Llanidan está en Anglesey, hacia el extremo suroeste del estrecho de Menai. En 1867 se sugirió que los nombres de campo locales "Maes Hir Gad" y "Cae Oer Waedd" podrían indicar el lugar de un ataque romano. La ubicación de Llanidan requiere un cruce marítimo más largo (unos 830 metros con marea alta) y ofrece corrientes menos violentas, menos turbulencia y pendientes más suaves desde la orilla del mar. Una fuerza terrestre que se mueva desde la costa norte de Gales para cruzar a Llanidan tendría que cruzar un área de terreno elevado, o moverse a través de un valle glacialmente profundo (en el actual curso del río Adda) entre pendientes empinadas que ofrecen posibles posiciones de emboscada.

### Oposición
Al desembarcar en las costas de Anglesey, el ejército romano se encontró con una masa de guerreros y mujeres que salieron a defender su territorio, dando Tácito cuenta de ello:

En la orilla se encontraba el ejército contrario con su denso despliegue de guerreros armados, mientras que entre las filas se deslizaban mujeres, vestidas de negro como las Furias, con el pelo revuelto, agitando marcas. Alrededor, los druidas, levantando las manos al cielo y profiriendo espantosas imprecaciones, asustaron a nuestros soldados por la visión desconocida, de modo que, como si sus miembros estuvieran paralizados, se quedaron inmóviles y expuestos a las heridas.

Los soldados romanos no se describen a menudo como asustados hasta la parálisis y su recepción debió ser una experiencia extraordinaria incluso para los soldados profesionales. Sin embargo, los romanos se recuperaron y obtuvieron una victoria sobre unos pueblos que consideraban salvajes. Nuevamente, según Tácito:

Entonces, animados por los llamamientos de su general y por los ánimos mutuos de no acobardarse ante una tropa de mujeres frenéticas, llevaron los estandartes hacia adelante, derribaron toda resistencia y envolvieron al enemigo en las llamas de sus propias marcas. A continuación, una fuerza se dispuso sobre los conquistados, y sus arboledas, dedicadas a supersticiones inhumanas, fueron destruidas. En efecto, consideraban un deber cubrir sus altares con la sangre de los cautivos y consultar a sus deidades a través de las entrañas humanas.

La arqueología no ha confirmado la existencia de arboledas sagradas en Anglesey, pero se han encontrado depósitos rituales de finales de la Edad de Hierro al otro lado de Anglesey, en el pequeño lago llamado Llyn Cerrig Bach.

### Ocupación y abandono
El ejército romano permaneció en Anglesey el tiempo suficiente para comenzar el proceso de guarnición de la isla, pero pronto las tropas recibieron noticias serias del sur de Gran Bretaña. Tácito escribe:

Suetonio, mientras estaba así ocupado, recibió noticias de la repentina revuelta de la provincia... Sin embargo, [Suetonio] con maravillosa resolución, marchó en medio de una población hostil hacia Londinium....

Las tropas romanas abandonaron Anglesey, que permaneció libre del dominio romano durante dieciséis años hasta la segunda invasión bajo Agrícola.

## Entre ataques romanos
Después de la revuelta de Boudica, la conquista de Gales quedó en suspenso. Hubo cinco gobernadores británicos entre Suetonio y Agrícola, y hay pocas noticias sobre Gales y Anglesey. En general, los romanos, afectados por la guerra civil en otras partes del Imperio, por los disturbios en el ejército de Britania y por las secuelas de la rebelión de Boudica, no intentaron tomar más territorio en esta fase. Solo cuando Vespasiano ascendió al trono en el año 69 se reanudó la conquista de Gales, que Tácito registra en su libro La vida de Gnaeus Julius Agricola. Después de varios gobernadores tranquilos, el predecesor de Agrícola, Sexto Julio Frontino, llegó en el año 74 para reanudar la conquista de Gales. Tácito solo utiliza una línea sobre Frontino, afirmando que sometió a la poderosa tribu de los siluros, en el sur de Gales.

## Segunda invasión (77 d.C.)
La segunda invasión de Anglesey fue llevada a cabo por Agrícola, por entonces gobernador romano de Britania, a finales del 77. El relato de Tácito sobre la invasión puede ser dramatizado y su confiabilidad debe ser cuidadosamente considerada, especialmente considerando la estrecha relación de Tácito con Agrícola. Sin embargo, su relato es el único registro escrito de la segunda invasión.

### Situación a la llegada de Agrícola
Tácito insinúa que las tribus en la frontera de la provincia romana eran generalmente hostiles, evitaban rebelarse por temor a las fuerzas romanas y su liderazgo, y que estaban informados de los eventos y personalidades importantes en el resto de Gran Bretaña. Los ordovicos, poco antes de la llegada de Agrícola, habían destruido casi todo un escuadrón de caballería aliada acuartelada en su territorio. Tal comienzo levantó las esperanzas del país, y todos los que deseaban la guerra aprobaron el precedente, y observaron con ansiedad el temperamento del nuevo gobernador. Mientras tanto, Agrícola, aunque el verano había pasado y los destacamentos estaban dispersos por toda la provincia, aunque la confiada anticipación de los soldados de la inacción para ese año sería una fuente de retraso y dificultad para comenzar una campaña, y la mayoría de los asesores pensaron que lo mejor era simplemente observar todos los puntos débiles, resueltos a afrontar el peligro.

### Derrota de los ordovicos en el continente de Gales
Tácito presenta a Agrícola como un líder valiente y agresivo: 

[Agrícola] reunió una fuerza de veteranos y un pequeño cuerpo de auxiliares; luego, como los ordovicos no se atrevían a descender a la llanura, se puso al frente de las filas para inspirar a todos el mismo valor contra un peligro común, y condujo a sus tropas a una colina. La tribu fue casi exterminada.

Se desconoce la ubicación de esta batalla, pero el fuerte de Dinas Dinorwig se encuentra en una colina a unos 3 km del estrecho de Menai. Se supone que el nombre Dinorwig significa "fuerte de los ordovicos".

### Explotación de la victoria
Tácito vuelve a atribuir la estrategia romana a la virtud de su suegro: 

Bien consciente de que debía seguir el prestigio de sus armas, y que en proporción a su primer éxito sería el terror de las demás tribus, formó la designio de subyugar la isla de Mona, de cuya ocupación Paulino había sido llamado, como ya he dicho, por la rebelión de toda la provincia. Pero, como sus planes no estaban maduros, no tenía flota.

La victoria de Agrícola en el continente, dondequiera que estuviera, lo dejó a una distancia sorprendente del estrecho y la isla que él y algunos de sus veteranos deben haber recordado.

### Cruzando el estrecho de Menai
Tácito nuevamente elogia la audacia y habilidad militar de Agrícola. El ataque fue una sorpresa táctica de auxiliares, reclutados en Gran Bretaña, que cruzaron a nado el estrecho, sin legionarios y sin utilizar barcos. Los líderes de Mona esperaban tener más tiempo para prepararse, y este repentino ataque los desmoralizó hasta el punto de la sumisión:

La destreza y resolución del general cumplieron el paso. Con algunos hombres escogidos de los auxiliares, liberados de todo equipaje, que conocían los bajíos y tenían esa experiencia nacional en la natación que permite a los británicos cuidar no sólo de sí mismos sino también de sus armas y caballos, lanzó un ataque tan inesperado que el asombrado enemigo que buscaba una flota, un armamento naval y un asalto por mar, pensó que para tales asaltantes nada podía ser formidable ni invencible.

La ubicación de este cruce también se desconoce y podría haber sido en cualquier lugar a lo largo del Estrecho; posiblemente, los nombres de lugares alrededor de Llanidan podrían estar asociados con esta invasión en lugar de la anterior de Paulino. Un ejército proveniente de Dinas Dinorwig podría haberse movido más directamente, unos 3 kilómetros, hacia el extremo suroeste del estrecho de Menai frente a Llanidan.

### Rendición
La virtud del héroe de Tácito se hizo ampliamente conocida: 

Y así, habiendo pedido la paz y entregado la isla, Agrícola se hizo grande y famoso...

## Hechos posteriores
Después de la segunda invasión de Anglesey, los romanos administraron la isla durante más de tres siglos.

### Ocupación militar
El mojón de Cemlyn es el primer emplazamiento militar romano de la isla, fechado en torno a la segunda invasión en el año 77 d. C. El mojón fue descubierto en 1990 en una fotografía aérea durante un largo periodo de sequía. En 2015, David Hopewell y John Burman realizaron un estudio geofísico del mismo, que reveló las características de un típico fortín romano. En una excavación parcial del lugar se encontraron dos monedas, una del reinado de Nerva y otra del de Adriano, lo que apoya la datación del fortín en la consolidación posterior a la invasión. El fortín tiene vistas a la bahía de Cemlyn, un buen lugar de desembarco en la costa norte de la isla, y muy probablemente habría servido de guía para el desembarco de embarcaciones marítimas, así como de puesto de vigilancia para los que querían acceder a Anglesey.

### La vida bajo el control romano a largo plazo
Los romanos administraron la isla desde Segontium (Caernarfon), un fuerte en el territorio continental de Gales al otro lado del estrecho de Menai. A finales de ese periodo, en la mayor parte del Imperio, las élites basadas en la ciudad habían asimilado la cultura romana, pero no se ha encontrado ninguna ciudad en la isla, ni ninguna señal de tal élite, y la arqueología ha revelado pocos edificios de estilo romano. En Caer Lêb, al sur de la isla, hay pruebas de una posible granja, con unos pocos edificios rectangulares de la época romana, superados por las casas redondas tradicionales cercanas. Es de suponer que la economía agrícola siguió funcionando con pocos cambios tras la conquista de Agrícola.
El cobre se había extraído en la montaña de Parys durante siglos antes de la llegada de los romanos, y la producción de cobre -posiblemente aumentada, para la exportación desde la isla- parece haber continuado. En la isla se han encontrado unos 18 lingotes redondos de cobre, 8 de ellos con sellos romanos, dos en la propia montaña de Parys, aunque se desconocen los lugares de fundición.
El asentamiento de Tai Cochion (en Llanidan) se encuentra cerca del estrecho de Menai, frente a Segontium (el fuerte auxiliar que supervisaba la isla). La excavación de uno de los edificios reveló lo que parece ser una vivienda de corredor de estilo romano, a diferencia de las cabañas circulares cuyo uso continuó en el resto de la isla. La cerámica y las monedas datan su florecimiento entre los años 100 y 300 de la era cristiana; probablemente se estableció como punto de comercio civil poco después de la segunda invasión.

### Creciente inseguridad, incursiones desde el Mar de Irlanda
Pasaron siglos sin que se conocieran cambios en la isla, pero a mediados del siglo IV se creó un fuerte costero, Caer Gybi, orientado hacia Irlanda, como base para asegurar la isla contra las amenazas marítimas. Por la misma época, el fuerte de la colina de Parciau contenía una densa concentración de población en un lugar defendible, lo que indica una percepción de inseguridad importante.
Pen Bryn-yr-Eglwys es una cima rocosa en el extremo noroeste de Anglesey, con una plataforma cuadrada de piedra de 9 por 7 metros en la cima, que tradicionalmente se ha supuesto que son los restos de una capilla. Sin embargo, la posición de la plataforma, su pequeño tamaño y tres fragmentos de cerámica probablemente romana sugieren que Pen Bryn-yr-Eglwys era una torre de vigilancia romana.
Se ha excavado un lugar similar, también interpretado como una torre de vigilancia, dentro del fuerte prerromano de Caer y Twr en la montaña de Holyhead.
Existe un posible segundo fuerte en Bwrdd Arthur, hacia el extremo oriental de la costa norte de la isla.

### Fracaso del Imperio
El control militar romano directo puede haber cesado en Anglesey alrededor del año 383, cuando el emperador Magno Máximo llevó gran parte de la guarnición de Britania al continente para apoyar su intento fallido por el poder imperial. En el 410, Honorio aconsejó a las ciudades romanas que quedaban en la provincia que deberían buscar su propia defensa, y no se sabe de ningún régimen imperial que haya designado funcionarios en Britania a partir de entonces.

### Época posromana
El fuerte de Caer Gybi en Holyhead es el sitio de una iglesia, lo que indica una época en que el gobernante local no tenía un uso secular para esta fortificación. Según una fuente del siglo XII, el sitio fue entregado a San Cybi por Maelgwn Gwynedd, rey de Gwynedd, en el siglo VI.